# T1 AL 2001 à 2012
Les locomotives à vapeur du groupe T1 sont les premières locomotives-tender réalisées pour le compte de la Direction générale des chemins de fer d'Alsace-Lorraine (EL) alors sous l'administration allemande.

## Genèse
En effet, depuis 1871, date de la création de cette compagnie, celle-ci avait acquis différents matériels assez hétérogènes auprès d'autres compagnies ou directement auprès de constructeurs, sans définir vraiment de standard.
Les T1 alsaciennes, même si elles s'inspirent des T1 des Chemins de fer royaux de Prusse (KPEV), ont été élaborées à partir de certains choix précis : de disposition d'essieu 020 à adhérence totale, elles étaient sans dôme de prise de vapeur, elles possédaient une distribution extérieure de type « coulisse d'Allan ». Ce modèle allégé devait pouvoir circuler sur les voies de garage, de raccordements et d'embranchements particuliers, souvent médiocrement entretenues.

## Description
Construites entre 1879 et 1881, les douze machines de ce type présentent quelques différences provenant des choix des constructeurs :
- D8 no 452 à 455 (puis T1 2001 à 2004) et D9 no  456 et 457 (T1 2005 et 2006), construites par l'EMBG de Graffenstaden en 1879 et 1880. Elles étaient les plus lourdes de la série (27,06 t). Leur réforme s'échelonne entre 1908 et 1920,
- D10 no 458 (puis T1 2007) construite en 1880 également par l'EMBG de Graffenstaden ; il s'agit d'une version allégée de la série précédente. Elle a été réformée en 1910,
- D12 no 460 (T1 2008) construite par Henschel à la fin de 1880 ; il s'agit également d'un modèle allégé mais à empattement réduit par rapport aux machines livrées par l'EMBG, elle fut réformée en 1909.
- D13 no 461 et 462 (T1 2009 et 2010) livrées par Henschel en 1881 ; elles étaient proches de la machine précédente tout en étant un peu plus lourdes. La 2009 a été réformée en 1910 et la 2010 l'a été en 1913.
- D14 no 463 et 464 (T1 2011 et 2012) construites en 1881 par Henschel ; elles étaient les plus légères des T1 (16,48 t) et dérivaient de la série précédente. Leur réforme eut lieu 1913.

Seule, la T1 2006 fut incorporée aux effectifs du réseau ferroviaire d'Alsace-Lorraine (AL) puisqu'elle fut réformée en 1920.

## Caractéristiques
- Pression de la chaudière : 10 kg/cm2 (D8), 11 kg/cm2 les autres
- Diamètre et course des cylindres : 320 mm × ?? (D8), 335 mm × ?? (D9), 275 mm × ?? (D10), 275 mm × ?? (D12, D13), 240 mm × ?? (D14)
- Diamètre des roues motrices : 1 130 mm (D8, D9), 1 020 mm les autres
- Capacité des soutes à eau : 2,85 m3 (D8, D9), 2,06 m3 (D10), 2,3 m3 (D12, D13), 2 m3 (D14)
- Capacité de la soute à charbon : 1 t (D8, D9), 0,75 t (D10, D12, D13, D14)
- Masse à vide : ??
- Masse en ordre de marche : voir ci-dessus
- Masse adhérente : voir ci-dessus
- Longueur hors tout : 7,79 m (D8, D9), 8,03 m (D10, D12, D13, D14)
- Vitesse maxi en service : 40 km/h